# Otiorhynchus arcticus
Otiorhynchus arcticus — вид долгоносиков-скосарей из подсемейства Entiminae.

## Описание
Жук длиной 5,5—7 мм. Окраска жука блестящая, чёрная, ноги иногда красноватые. Глаза отчётливо выступают из контура головы. Переднеспинка в густых мелких точках. Вершины надкрылий без резкоуглублённых бороздок, промежутки между бороздками плоские и широкие, густо и более или менее крупно пунктированные, точечные бороздки очень тонкие. Анальные стерниты брюшка самцов с плоской ямкой.

## Подвиды
- Otiorhynchus arcticus arcticus (O. Fabricius, 1780)
- Otiorhynchus arcticus catalunus Meregalli, 1992
- Otiorhynchus arcticus jugicola Stierlin, 1861
- Otiorhynchus arcticus monticola Germar, 1824